# ويلهلم توماس
ويلهلم توماس (بالألمانية: Wilhelm Thomas)‏ هو عسكري ألماني، ولد في 8 أكتوبر 1892 في مندن في ألمانيا، وتوفي في 24 أغسطس 1976 في هاملن في ألمانيا.